# Trois etudes pour piano
Trois etudes pour piano is een verzameling composities van Agathe Backer-Grøndahl. Het zijn drie etudes voor de piano, het eigen muziekinstrument van deze Noorse componiste. De werkjes zijn opgedragen aan Arthur de Greef. De etudes werden uitgegeven door Warmuth Musikforlag (nr. 1374), waarvan op 20 december 1888 een advertentie in Aftenposten verscheen. Tegelijkertijd werden haar Blomstervignetter en Seks idyller for piano uitgegeven.
De drie etudes:
1. Etude 1 in allegro leggiero in As majeur in 12/8-maatsoort
2. Etude 2 "Au rouet" in allegro in D majeur  in 4/4-maatsoort
3. Eutde 3 in allegro agitato in d mineur in een 12/8-maatsoort

De componiste voerde Etude au rouet zelf uit op 9 mei 1889 tijdens een concert in  Christiania. Twee jaar later speelde ze hetzelfde werken een aantal malen tijdens een concertreis met Barbara Larssen.
De verzameling is opgedragen aan Arthur de Greef. Hij trad op 1 november  1888 op in de Logens store Sal, samen met violist César Thomson. Hij speelde daar twee stukken van Grøndahl: een etude is A majeur en Serenade.